# بایرسدورف (شهر)
شهر بایرسدورف (به آلمانی: Baiersdorf) در ایالت بایرن در کشور آلمان واقع شده است.